# Puccinellia arjinshanensis
Puccinellia arjinshanensis är en gräsart som beskrevs av Da Fang Cui. Puccinellia arjinshanensis ingår i släktet saltgrässläktet, och familjen gräs. Inga underarter finns listade i Catalogue of Life.